# Alex Flinn
Pour les articles homonymes, voir Flinn.
Alex Flinn (née le 23 octobre 1966 à Glen Cove près de New York) est une écrivaine de romans d'aventures et fantastiques.

## Biographie
Alex Flinn a grandi dans différentes régions des États-Unis. À l'âge de cinq ans sa mère dit qu'elle a tout pour devenir écrivain. Certains de ses poèmes d'école sont soumis à des magazines.
Elle a un diplôme d’art du spectacle, le PAVAC (Performing And Visual Arts Center), et un diplôme de droit, matière qu’elle a pratiquée dix ans avant de prendre la décision d’écrire à plein temps.
Elle est mariée à Gene Flinn et a deux filles, Katie et Meredith. Elle vit désormais à Palmetto Bay, à Miami, près d'où elle a vécu étant petite.